# Серрадо
Серрадо, серраду (порт. cerrado — «закритий», «недоступний») або кампос серрадос (campos cerrados — «закриті поля») — екорегіон тропічної савани у Бразилії. Серрадо характеризується величезним біорізноманіттям рослин та тварин. Згідно з Всесвітнім фондом дикої природи, це біологічно найбагатша савана у світі.
Клімат напіввологий, тропічний, з двома різними сезонами. Під час дощового сезону з жовтня по квітень (літо) випадає більша частина річної кількості опадів, яка становить від 800 до 2000 мм. Сухий сезон триває з травня по вересень. Середньорічна температура становить від 20 °С до 26 °С. Багато дерев і рослин пристосовані до тривалої посухи та можуть витримати лісові пожежі.